# Strada statale 301 (Croazia)
La D301 è una strada statale che collega l'autostrada A9 con Cittanova, in Croazia . La lunghezza totale è di 5,8 km.

## Percorso
La strada si dirama dall'Ipsilon Istriana (ramo classificato come A9) come continuo della strada statale 44 proveniente da Pinguente (Buzet).
Continuando verso l'Adriatico passa nel paese di Businia (in croato Buzinija) per poi terminare a Cittanova d'Istria sulla strada statale 75.